# Dorstenia gracilis
Dorstenia gracilis är en mullbärsväxtart som beskrevs av J.P.P. Carauta, M. da C. Valente och D.S.Dunn de Araujo. Dorstenia gracilis ingår i släktet Dorstenia och familjen mullbärsväxter. Inga underarter finns listade i Catalogue of Life.